# Une vie inachevée
Pour plus de détails, voir Fiche technique et Distribution.
Une vie inachevée (An Unfinished Life) est un film américain réalisé par Lasse Hallström, sorti en 2005.

## Synopsis
Jean (Jennifer Lopez) et sa fille Griff (Becca Gardner) quittent leur foyer de l'Iowa car le petit ami de Jean, Gary (Damian Lewis) les frappe. Jean décide de se réfugier dans le Wyoming où le père de son défunt mari possède une ferme. Ce dernier se nomme Einar (Robert Redford). Einar vit avec Mitch (Morgan Freeman) et le soigne depuis que celui-ci a été attaqué par un grizzli sauvage. Einar accepte mal l’arrivée de Jean car il la considère comme responsable de la mort de son fils.

## Fiche technique
- Titre : Une vie inachevée
- Titre original : An Unfinished Life
- Réalisation : Lasse Hallström
- Scénario : Mark Spragg et Virginia Korus Spragg
- Production : Leslie Holleran, Alan Ladd Jr., Kelliann Ladd, Su Armstrong, Graham King, Meryl Poster, Michelle Raimo et Harvey Weinstein
- Société de production : Miramax Films
- Budget : 30 millions de dollars
- Musique : Deborah Lurie
- Photographie : Oliver Stapleton
- Montage : Andrew Mondshein
- Décors : David Gropman
- Costumes : Tish Monaghan
- Pays d'origine : Allemagne, États-Unis
- Format : Couleurs - 2,35:1 - DTS / Dolby Digital / SDDS - 35 mm
- Genre : Drame
- Durée : 107 minutes
- Dates de sortie : 19 août 2005 (festival d'Édimbourg), 9 septembre 2005 (États-Unis), 4 janvier 2006 (France), 18 janvier 2006 (Belgique), 25 janvier 2006 (Suisse)

## Distribution
- Robert Redford (VF : Claude Giraud ; VQ : Daniel Roussel) : Einar Gilkyson
- Morgan Freeman (VF : Med Hondo ; VQ : Guy Nadon) : Mitch Bradley
- Jennifer Lopez (VF : Odile Cohen ; VQ : Hélène Mondoux) : Jean Gilkyson
- Josh Lucas (VF : Arnaud Bedouët ; VQ : Patrice Dubois) : Shérif Crane Curtis
- Damian Lewis (VF : Jean-Michel Fête ; VQ : Gilbert Lachance) : Gary Watson
- Camryn Manheim (VF : Catherine Hosmalin ; VQ : Marie-Andrée Corneille) : Nina
- Becca Gardner (VF : Marie-Joséphine Crenn ; VQ : Charlotte Mondoux) : Griff Gilkyson
- Lynda Boyd : Kitty
- R. Nelson Brown : Rancher Kent
- Sean J. Dory : le cowboy ivre
- Rob Hayter : le député Bob
- P. Lynn Johnson : le superviseur
- Bart : L'ours

## Autour du film
- Le tournage a débuté le 21 avril 2003 et s'est déroulé à Ashcroft, Burdett, Kamloops, Medicine Hat et Vancouver, au Canada.

## Récompenses
- Prix des meilleurs maquillages de film pour Jayne Dancose, lors des Canadian Network of Makeup Artists 2004.